# Уэлдон, Фэй
Фэй Уэ́лдон (англ. Fay Weldon; 22 сентября 1931[…], Бирмингем, Уорикшир — 4 января 2023, Нортгемптон, Восточный Мидленд) — британская писательница.

## Биографические сведения
Отец Фрэнклин Биркиншоу, более известной как Фэй Уэлдон, был врачом, мать занималась литературной деятельностью под псевдонимом Перл Беллерс. За пять недель до рождения дочери они переехали из Новой Зеландии в небольшой городок Алвечерч, находящийся на западе Англии.
Фрэнклин Биркиншоу обучалась в Сент-Эндрюсском университете, но оставила учёбу в связи с беременностью и замужеством. Её первый брак продлился недолго. Оставшись одна с маленьким сыном на руках, она работала копирайтером и имела большие успехи на поприще рекламного бизнеса. В 1962 году она вступила в брак с Роном Уэлдоном и взяла его фамилию. В 1967 году вышел её дебютный роман «Шутка толстушки» (англ. The Fat Woman's Joke).
Брак писательницы с Роном Уэлдоном продлился до 1994 года, они имели трёх общих детей, но в итоге развелись. Фэй Уэлдон вступила в третий брак с поэтом Ником Фоксом, с которым жила в графстве Дорсет вплоть до своей смерти в 2023 году.

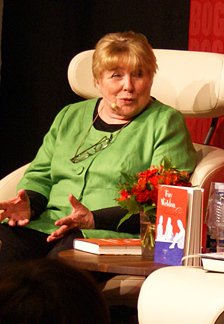
Фэй Уэ́лдон

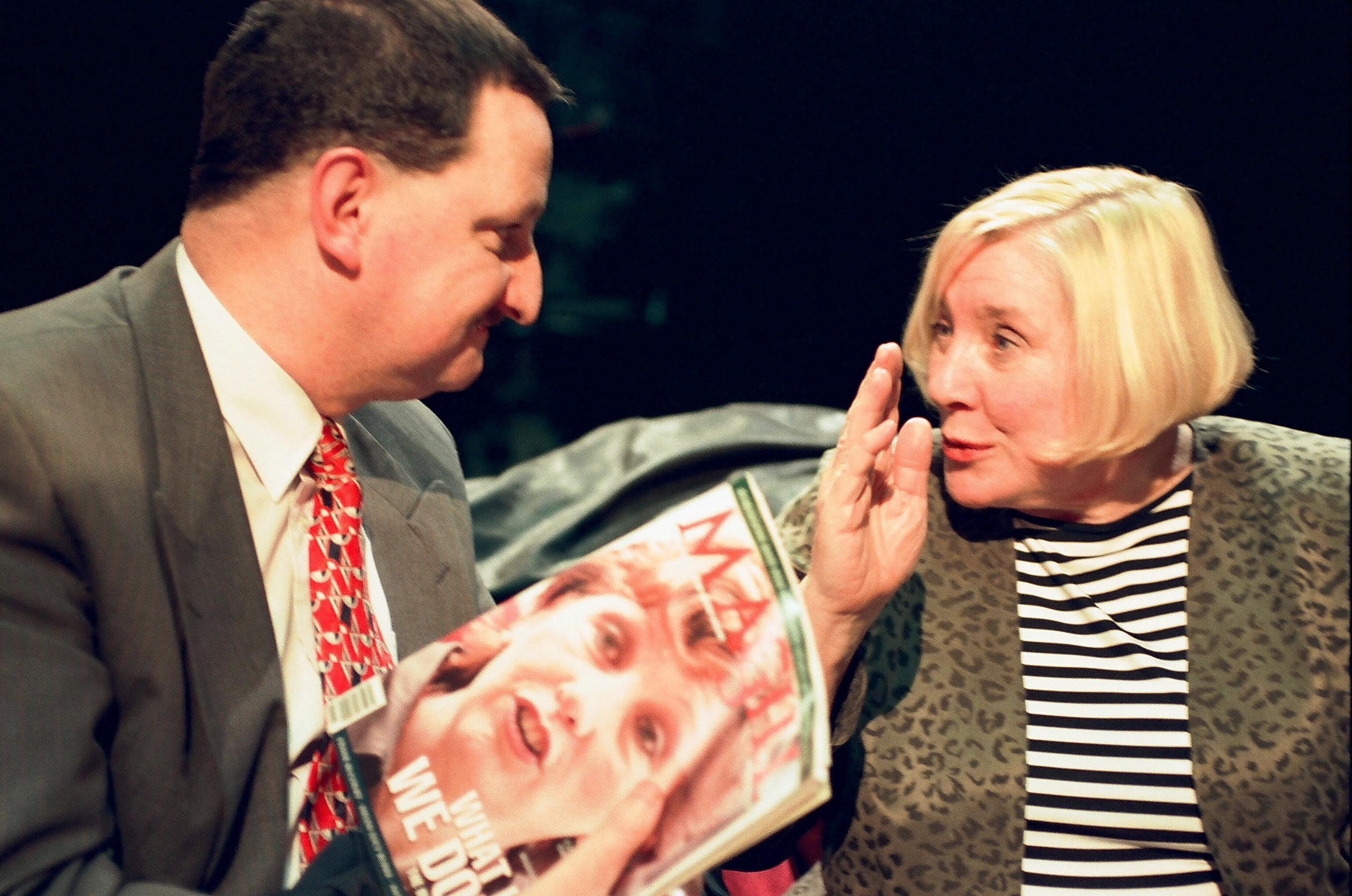
Джерард Кейси и Фэй Уэлдон появились в сериале «После наступления темноты» в 1997 году

Скончалась 4 января 2023 года, в возрасте 91 года.

## Избранная библиография
- «Шутка толстушки» (The Fat Woman’s Joke; 1967 год)
- «Подруги» (Female Friends; 1975 год)
- «Гриб-дождевик»[англ.] (Puffball; 1980 год)
- «Жизнь и любовь дьяволицы»[англ.] (The Life and Loves of a She-Devil; 1983 год)
- «Сердца и судьбы» (The Hearts and Lives of Men; 1987 год)
- «Клонирование Джоанны Мэй»[англ.] (The Cloning of Joanna May; 1989 год)
- «Жизненная сила» (The Life Force; 1992 год)
- «Бедствие» (Affliction; 1994 год)
- «Расщепление» (Splitting; 1995 год)
- «Худшие опасения» (Worst Fears; 1996 год)
- «Род-Айленд блюз» (Rhode Island Blues; 2000 год)
- «Ожерелье от Булгари»[англ.] (The Bulgari Connection; 2001 год)
- «Ненавижу семейную жизнь» (She May Not Leave; 2006 год)
- «Декамерон в стиле спа» (The Spa Decameron; 2007 год)[9][10]

### Экранизации произведений
- «Лунные убийцы»[англ.] (Killer’s Moon) — фильм ужасов 1978 года.
- «Дьяволица» (She-Devil) — фильм 1989 года, экранизация книги «Жизнь и любовь дьяволицы».
- «Клонирование Джоанны Мэй» (The Cloning of Joanna May) — фильм 1992 года, экранизация одноимённого произведения.
- «Гриб-дождевик» (Puffball) — фильм 2007 года, экранизация одноимённого произведения[11].